# 전자어업허가증
전자어업허가증은 농림수산식품부가 종이로 발급하는 어업허가증이 보관하기 쉽지 않고 훼손이나 위변조 우려가 높아 신용카드 형태의 전자식 카드로 만들어 시범 운영키로 한 어업허가증이다. 휴대하기 편하고 장기 보존이 가능한 전자어업허가증은 어선정보와 기존의 허가사항을 비롯해 선박검사 정보, 조업실적 등 어업관련 정보가 다양하게 담기며, 허가증의 진위 여부 확인은 물론 현재 운영중인 면세유 카드와도 연계할 계획이다.

## 시범 운영
시범 운영 대상은 근해어업 중 대게와 붉은 대게를 주 어업으로 하는 TAC 허가대상어선 137척이며 대상 지역은 강원도, 경상남도, 경상북도, 울산광역시 4개 지역이다. TAC란 개별어종에 대해 연간 잡을 수 있는 어획량을 설정해 그 한도내에서만 어획을 허용, 자원을 관리하는 제도이며 대상어종은 총 11종이다.
시범운영기간 동안 어업인으로부터 전자어업허가증 운영에 대한 불편 및 개선사항을 수렴 후 최적의 시스템을 구축해 오는 2012년부터 2014년까지 전체 어업허가를 대상으로 전자어업허가증을 발급할 계획이다.

## 도입 효과
IC칩 기반 전자어업허가증은 리더기를 통해 카드에 내장된 정보를 바로 확인함으로써 위·변조에 따른 불법어업을 효율적으로 단속하고 허가증 재발급 횟수 축소, 어업활동에 대한 종합적 관리 등의 효과를 거둘 수 있을 것으로 전망되고 있다. 또한 해당 관청을 방문해 발급받아야 했던 어업활동에 대한 증빙 서류를 집, 사무실 등에서 인터넷으로 발급할 수 있게 됨으로써 해당 관청을 방문해야 하는 수고와 번거로움을 덜고 시간이 절약돼 어업인의 편의성이 높아질 것이라고 기대된다.

## 참고 자료
- 어업자원포탈